# Allobates ornatus
Allobates ornatus es una especie de anfibio anuro de la familia Aromobatidae.

## Distribución geográfica
Esta especie es endémica de Tarapoto en la región de San Martín de Perú. Habita entre los 350 y 680 m sobre el nivel del mar en la cuenca del río Huallaga.

## Publicación original
- Morales, 2002 "2000" : Sistemática y biogeografía del grupo trilineatus (Amphibia, Anura, Dendrobatidae, Colostethus), con descripción de once nuevas especies. Publicaciones de la Asociación de Amigos de Doñana, n.º 13, p. 1-59.[5]